# ده‌میرزا (نرماشیر)
ده‌میرزا (نرماشیر)، روستایی از توابع دهستان پشت رود بخش مرکزی شهرستان نرماشیر در استان کرمان ایران است.

## جمعیت
این روستا در دهستان پشت رود قرار دارد و براساس سرشماری مرکز آمار ایران در سال ۱۳۸۵، جمعیت آن زیر سه خانوار بوده‌است.